# 怪兽电力公司
是一部2001年的美国计算机动画喜剧片，由皮特·多克特执导，皮克斯动画工作室制作，华特迪士尼影片发行，李·昂克里奇和大卫·斯沃曼担任副导演。影片主要围绕怪獸公司旗下雇佣的两个怪物展开，一个是头号吓人专家“萨利”詹姆斯·P·萨利文（James P. "Sulley" Sullivan，約翰·古德曼配音），他是一只大个头，混身长满蓝色长毛的怪物；另一位则是萨利的助手兼最好的朋友「大眼仔」麥可·華斯基（Mike Wazowski，比利·克里斯托配音）。他们的工作就是晚上通过一扇又一扇有特殊功能的门，从怪物的世界进入人类世界中幼童的房间去吓他们，因为孩子们的尖叫声可以成为怪物世界所需能源的来源。但是对于怪物来说，人类孩童据说是非常危险和致命的，只要轻轻的一下接触就可以致死，并且爆发大范围感染。于是当一个人类孩童因偶然机缘进入怪物世界时，麦克和萨利必须冒着“生命危险”把她送回去。
多克特从1996年就开始开发这部电影，他和吉尔·库尔顿、杰夫·皮金以及拉夫·埃格尔斯顿一起创作了这个故事。皮克斯资深导演安德鲁·斯坦顿与剧作家丹尼尔·吉尔森一起编写了剧本。在影片五年的制作过程中，其角色经历了反复的修改。技术团队和动画师们发现了可以让毛皮和布料更显逼真的新方法。之前已为皮克斯制作的三部动画长片谱曲的兰迪·纽曼再度回归为本片创作了配乐。
电影上映前，洛瑞·马德里（Lori Madrid）向法庭起诉了皮克斯公司，称后者窃取了自己的创意；电影上映后，斯坦利·毛斯也起诉皮克斯公司盗版了自己的人物设计。不过这两起案件最终前者被驳回，后者达成和解。虽然有这样的风波，但《怪獸公司》于2001年11月2日上映后无论在商业还是评论上都很成功，全球票房超过5.62亿美元。
2012年12月19日，《怪兽电力公司》通过3D形式再度发行。其前传《怪獸大學》由丹·斯坎伦执导，2013年6月21日上映。

## 剧情
怪獸城市中住的全部都是怪獸居民，城市的供电由怪獸電力公司提供，电力的来源就是人类孩童的尖叫声。這裡的“惊吓专员”們将利用衣柜门为媒介，在夜里潜入人类孩子的卧室中吓唬他们并收集他们的尖叫声。由于怪獸们普遍相信，人类孩童周身都有剧毒，只要轻轻一下接触就可以致其死命，所以惊吓专员的工作也被认为非常危险。不过，由于人类孩子们似乎胆子变得越来越大，这样的发电方式开始衰退，总裁亨利·J·沃特诺斯三世（Henry J. Waternoose III）决心一定要找到替代能源。怪獸公司业绩最好的惊吓专员名叫詹姆士·P·萨利文，他和自己的助手兼最好的朋友麥可·華斯基同住，另一位惊吓专员，形态与變色龍类似的兰道尔·博格斯（Randall Boggs）一直在萨利之下屈居亚军并因此积怨已久。这天上班时，一位名叫乔治·桑德森（George Sanderson）的惊吓专员意外将一个孩子的袜子带了回来，公司立即进入紧急状态，“安全”部门“儿童探测局”（Child Detection Agency，简称）从天而降，将乔治全身的毛剃光并进行全面“消毒”。而麦克早上因为总是没能按时完成书面报告而受到公司书记员罗兹（Roz）的训斥。
下班后，萨利文偶然发现兰道尔把一扇已经激活的门留在惊吓楼层，看起来是打算利用这扇门来获得额外的惊吓积分。谁料想，一个人类小女孩打开门进入了工厂，这可把萨利文吓坏了。他试着把小女孩送回去，但没能成功，于是慌乱之下将她藏进一个包裡躲进来，这时过来的兰道尔打开门后一无所获，于是又将之送了回去。麦克正在和公司接线员西莉亚·美（Celia Mae）约会，这天西莉亚过生日，麦克带她到城里有名的一家寿司餐馆吃饭。没多久萨利文过来寻求帮助，西莉亚感到很不高兴，接下来小女孩从包裡钻了出来，餐馆因此大乱，乘直升机赶赴现场并实施了大面积隔离。萨利文和麦克趁乱成功地把小女孩带回来，发现她并没有周身布满“剧毒”。萨利很快喜欢上了这个小女孩，还给她起名叫“阿布”（Boo）。次日，两怪设法把阿布带进怪獸公司，麦克试着把阿布送回她的门中，而埋伏在此的兰道尔打算绑架阿布，却错绑了麦克。
兰道尔把麦克带到了地下室，萨利文也尾随而至，得知兰道尔發明了一种名为“尖叫提取器”（Scream Extractor）的酷刑机器用来强行吸收儿童的尖叫声，这将给怪獸電力公司的发电方式带来一场革命。兰道尔准备对麦克用刑时，萨利文阻止了他，并向沃特诺斯报告了兰道尔的所做所为。沒想到沃特诺斯和兰道尔卻早已同流合汙，他把萨利和麦克流放至喜马拉雅山脉，绑架了阿布。两怪获雪人收留，后者告诉他们附近有村庄，萨利马上意识到可以透过村庄里的衣柜门重返怪獸公司，但麦克不这么想，他觉得自己的处境是萨利固执己见的错，所以拒绝和萨利文一起上路。萨利文独自回到怪獸公司并从尖叫提取器前救下阿布但受到了兰道尔的偷袭，这时麦克回来了，他抱怨着两怪的关系和遭遇，最后扔出雪球打向萨利，但却意外打中了隐身的兰道尔而救了萨利文。
兰道尔在后面紧追不舍，麦克和萨利文带着阿布逃进了公司装门的仓库，这里有数以百万计的门，而阿布的笑声带来的巨大能量瞬间激活了一大片门，三怪因此不停地在怪獸公司和人类世界之间追逐往返。之后阿布克服了自己的恐惧，帮助萨利文打敗了兰道尔，两怪将兰道尔扔进一扇门中并将门摔碎，兰道尔夜晚来到了一户人家里，家中的男孩不但不怕他，还以为他是短吻鱷而叫来妈妈对之施以痛打。
萨利文和麦克终于找到了阿布的门，但沃特诺斯将门移到了尖叫楼层，大群的特工将这里团团包围。麦克主动献身引开了的注意力，萨利文则带着阿布和她的门一起逃跑，愤怒的沃特诺斯发现后即刻紧追在后，不料卻中了两怪的计，在模拟房间里承认了自己打算绑架大量人类孩童的计划。最终逮捕了沃特诺斯，沃特诺斯被帶走時怒斥萨利文让公司从此垮台並让能源危机更加恶化。罗兹其后出现，原来她是的主管001号特工，她已在此做了两年半的卧底，试图找出怪獸電力公司内部动作的主谋。萨利文和麦克与阿布告别，将她送回家中，然后阿布的门也在罗兹的命令下被粉碎了。萨利文根据自己和阿布在一起的经历，想出了挽救怪物城市能源危机的新方案。
怪獸電力公司的发电方式变了，如今怪獸们虽然一样是在夜里穿过衣柜的门进入人类孩童的卧室，但他们其實是要去逗乐孩子，因为孩子们的欢笑声中含有远胜尖叫声的能量，想出這方案的萨利文成为了新任总裁，同时两怪也登上了杂志封面。某日，麦克说要送萨利文一件礼物，他让后者闭上眼睛走到一扇门前，原来他把那扇被粉碎的门又一片一片地拼了起来，萨利文手中还保存着最后一片作纪念，当他把这一片放回原位时，门成功開啟了，他走了进去，看到阿布，脸上浮现出无法抑止的笑意。

## 配音演员
- 詹姆斯·P·萨利文（配音：約翰·古德曼，國語配音：王偉忠，粵語配音：鍾鎮濤 ，大陆国语配音：李立宏）

外號“萨利”，是一只体型庞大并长满蓝色长毛，头上有两个尖角，身上有紫色斑块，心地善良友好的怪兽。虽然他在工作上非常擅长（吓唬孩子），但本质上却很善良和体贴。萨利的个性乐观而放松，影片一开始就介绍他是怪獸公司连续多个月“业绩”最好的“惊吓专员”。
- 麦克尔·沃佐斯基（配音：比利·克里斯托，國語配音：黃子佼，粵語配音：森美，大陆国语配音：陆揆）

外號“麦克”，他的全身都是绿色的，手和脚都很细，只有手脚的巨大眼睛。他和萨利是室友，两“兽”是最好的朋友，工作上他则是萨利的助手。麦克正与怪獸公司的接线员西莉亚·美约会，性格樂觀積極的他很容易满足，例如在广告和杂志封面上，自己的脸完全被挡住，但他所看到想到的只是自己上了电视或是上了杂志封面并对此感到激动不已。
- 阿布（配音：玛丽·吉布斯，國語配音：王嘉，粵語配音：陶穎琛）

阿布是个两岁大的人类小女孩，除了经常晚上从衣柜里钻出来吓她的兰迪外不害怕任何怪物，称萨利为“Kitty”。
- 兰道尔·博格斯（配音：史蒂夫·布西密，國語配音：姜先誠，粵語配音：雷宇揚，大陆国语配音：郭政建）

像变色龙一样可以根据环境改变颜色，达到隐身的效果，他是怪獸公司业绩仅次于萨利的惊叫专员，并因为长期屈居亚军而对萨利积怨已久。
- 西莉亚·美（配音：珍妮佛·提莉，國語配音：路嘉怡，粵語配音：李彩華，大陆国语配音：邱秋）

西莉亚有戈耳工般的外形，一颗眼睛，头发是很多条蛇，类似触手的脚。她是怪獸公司的电话接线员，也是麦克的女友。
- 亨利·J·沃特诺斯三世（配音：詹姆士·柯本，國語配音：陳明陽，粵語配音：盧雄，大陆国语配音：陆建艺）

怪獸電力公司第三代总裁，有五只眼睛，脚则与螃蟹类似，他的父亲和祖父也都曾担任这一职务。他一开始有些像是萨利的导师，相信后者是最优秀的尖叫专员，不料为了挽救公司的經營和兰道尔同流合汙，最终被CDA逮捕。
- 罗兹（配音：鮑伯·彼得森，國語配音：姜瑰瑾，粵語配音：譚淑英，大陆国语配音：王博）

罗兹表面上是怪獸公司的书记，实际上却是儿童探测局的第一号特工兼主管，在这里充当卧底已有两年半。她的外形类似于鼻涕虫。
- 杰夫·方格斯（配音：弗兰克·奥兹，國語配音：吳文民，粵語配音：龔國強）

兰道尔的助手，红色皮肤，三只眼睛，经常受兰道尔的欺负，对参与后者的阴谋显得很不情愿。
- 雪人（配音：约翰·拉岑贝格尔，國語配音：孫德成，粵語配音：李忠強）

前怪獸公司雇员，被流放到喜马拉雅山脉。
- 乔治·桑德森（配音：[Samuel Lord Black] 错误：{{Lang}}：无效参数：|3=（帮助），國語配音：雷威遠，粵語配音：古明華）

怪獸公司惊叫专员，身上有像萨利一样的长毛，不过是橙色的，头上有一个角。他因身上粘了一只人类孩童的袜子而被剃光了毛，并且之后还多次出现同类事故而吃尽苦头。
- 查理（配音：菲尔·普罗克特（英语：Philip Proctor））

乔治的助手，皮肤为海洋色，两条手臂像章鱼，有四条触须做脚，眼睛像蜗牛。他对萨利和麦克非常友好和崇拜。
- 杰利·斯拉格沃斯（Jerry Slugworth）（配音：[Steve Susskind] 错误：{{Lang}}：无效参数：|3=（帮助），國語配音：胡立成，粵語配音：龍天生）

惊吓楼层管理员，沃特诺斯的好友，红色，有七个手指。
- 史密蒂（Smitty）和内德勒曼（Needleman）（配音：丹·格尔森，國語配音：康殿宏/孫德成，粵語配音：李建良/黃文偉）

两个怪獸公司的看门人，需要时操作碎门机把指定的门粉碎，他们非常崇拜萨利。
- 弗林女士（Ms. Flint）（配音：邦尼·亨特（英语：Bonnie Hunt），國語配音：王彬，粵語配音：陳安瑩）

怪獸公司负责训练新怪物吓唬儿童的训练员。
- 赛迪斯·“痰”·拜尔（Thaddeus "Phlegm" Bile）（配音：杰夫·皮金，國語配音：曹冀魯，粵語配音：古明華）

怪獸公司惊吓专员学徒。
- 彼得·“魔爪”·沃德（Peter "Claws" Ward）（配音：乔·兰福特（英语：Joe Ranft））

怪獸公司惊吓专员，蓝色的身躯，有尖利的爪子。
其他配音演員
- 中國大陸版：田波、陈浩、张云明、廖菁　张遥函、李志伟、赵震、毛毛头、龙滨

## 制作

### 开发

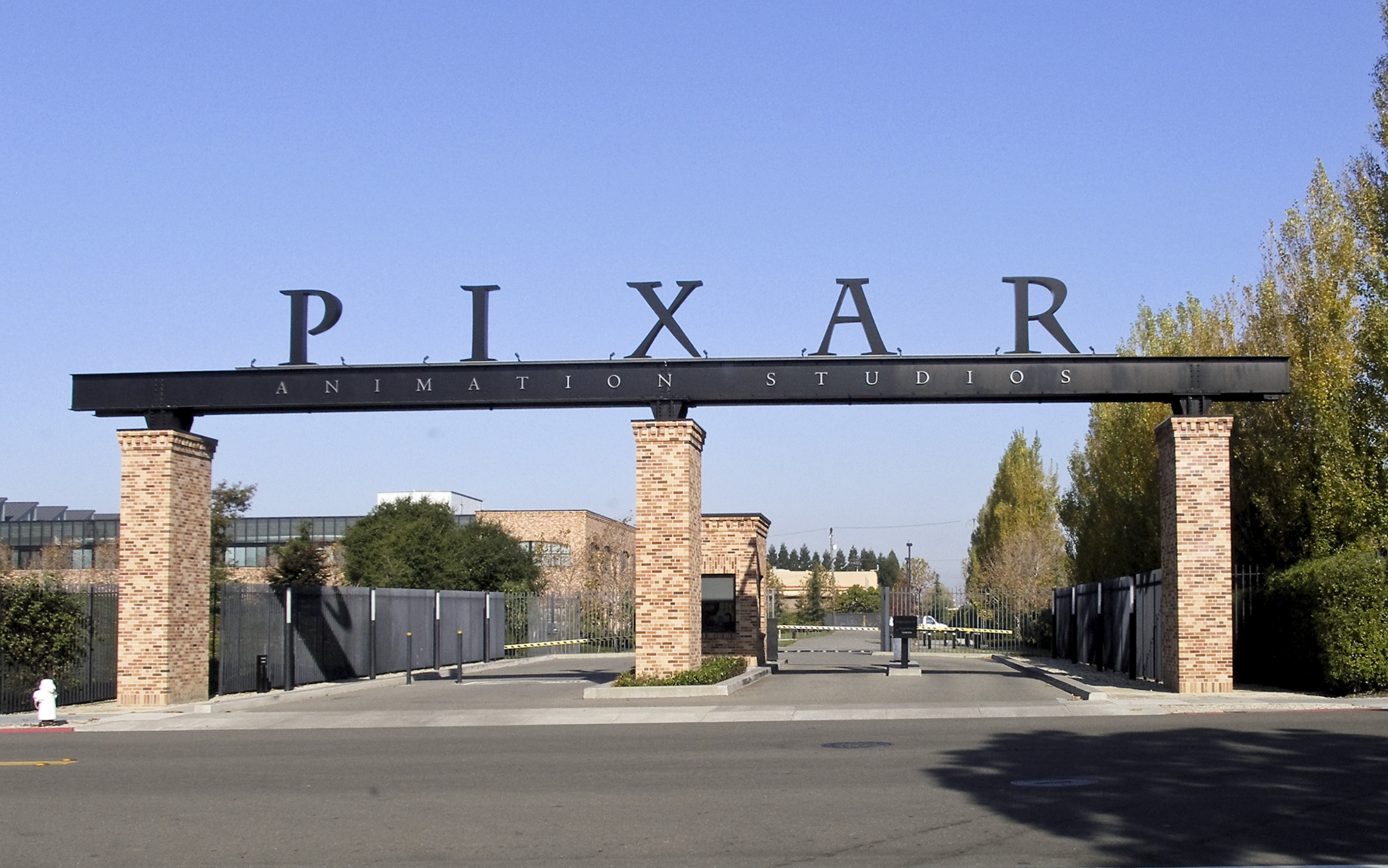
2000年《怪兽电力公司》制作期间，皮克斯搬到了位于愛莫利維爾的一幢比以前更大的大楼中

《怪兽电力公司》的构思源于1994年约翰·拉塞特、皮特·多克特、安德鲁·斯坦顿和乔·兰福特在制作《玩具总动员》期间一起吃的一顿午餐:157。他们提出拍摄一部有关怪物的电影。多克特表示：“我们拍《玩具总动员》的时候，所有人都过来和我说，‘嘿，我真的完全相信自己离开房间的时候，那些玩具总真的活过来了。’所以当迪士尼请我们多拍几部电影时，我希望能够拍一部有类似孩子般观念效果的作品。我小时候真的相信会有怪物从自己的衣柜里出来，所以我就说，‘嘿，咱们拍部有关怪物的电影吧。’”
多克特接下来开始朝这个目标努力，1996年，当其他人在关注《虫虫危机》和《玩具总动员2》时，多克特以自己最喜欢的一家餐馆把项目代号命名为“隐秘之城”（Hidden City）:195。1997年2月初，多克特与哈雷·杰斯普（Harley Jessup）、吉尔·库尔顿以及杰夫·皮金一起创作了一份草案，这份草案与最终的电影有一定的相似之处。1997年2月4日，多克特带着一些初步画稿向迪士尼推荐这个故事，获得一些改进建议后，他与其他几位故事创作者一起将之重新加工，于1997年5月30日再次向迪士尼推荐这个经过改良的版本。在之后的这次会议上，曾参与过《白雪公主与七个小矮人》制作的迪士尼公司资深动画师乔·格兰特建议项目使用片名《怪兽电力公司》，这个建议得到了采纳。:197

### 编剧
多克特构想的电影初步概念经历了许多变化，他发现怪物们在自己的世界中生活这一概念既吸引人，又切实可行。他起初的构想是一个男子儿时在书上画了一些怪物，等到他30岁的时候，这些怪物都来找他的麻烦。每个怪物都代表了他的一种恐惧，当他战胜这些恐惧时，相应的怪物也最终消失。
多克特废弃这个害怕怪物30岁男子的初步概念后，他决定描述一个有关一只怪物和一个小孩之间情谊的故事，故事的名字就叫《怪物》（Monsters）。在这个版本中，怪物的名字叫约翰逊（Johnson），是自己工作那家公司的后起之秀，这家公司的主要业务就是吓唬孩子，这个时期的约翰逊还没有搭档。:196
从1996到2000年，随着故事的演变，其中的怪物主角和孩童都经历了大幅的改变。孩子的性别和年龄不断地伴随故事的开发而变化，最终，编撰故事的几个人决定最好的选择还是让一个小女孩和一个八英尺高，毛茸茸的怪物合作。虽然已经确定是个女孩，但角色还是在不断地发生变化，时而来自爱尔兰，有时又成了非裔美国人:197。起初这个小女孩名叫玛丽（Mary），之后变成了一个在四个哥哥多年戏弄和恶作剧下无所畏惧的7岁小姑娘:197。与最终的电影形成鲜明对比的是，约翰逊正因怪獸公司老板宣布公司将进行裁员但紧张，担心自己会下岗。他对公司的头号业绩能手内德（Ned）羡慕不已，后者之后变成了兰德尔:197。在多个不同的草案中，约翰逊的职业也反复变更，时而是惊吓专员，时而又成了看门人或是炼油厂工人，直到最终他化身为怪獸公司惊吓专员的第一好手:197。原计划中约翰的形象设计会以触角来代替脚，但这导致早期的动画测试中出现很多问题，之后剧组放弃了这一构思，因为他们认为触角可能并不能受到观众待见。小女孩的年龄也经过多次更改，最终编剧决定让她3岁大。“我们发现她越年轻就会越依赖萨利”，多克特表示。
最终约翰逊改名为萨利文，这个名字是由一位曾就读德州農工大學的动画师建议的，来源于该校校友，第19任德克萨斯州州长劳伦斯·萨利文·罗斯，学生们给他起的绰号就叫“萨利”（Sulley）。原本曾计划给电影中的萨利文一直戴上眼镜，但主创人员发现眼镜可以很好的表达角色的个性和情绪，所以最终也否决了这个想法。
给萨利增加一个怪物好友的想法出现在1998年4月6日于伯班克举行的“故事峰会”上，与会人员包括迪士尼和皮克斯的雇员。“故事峰会”是约翰·拉塞特创造的一个术语，可以在短短两天内创作出一个完整的故事:180。创作团队认为，这样一个角色将成为怪物主角倾诉自己困境的人物。开发艺术家瑞奇·尼尔瓦（Ricky Nierva）绘制了一个圆形且只有一只眼睛的怪物，这一设计获得了大家的普遍认可。多克特给角色命名为麦克（Mike），这是他朋友弗兰克·奥兹父亲的名字，后者曾是一位导演兼布偶表演者:197。杰夫·皮金和贾森·卡茨（Jason Katz）制作了一段麦克帮萨利挑选上班时要戴的领带的测试片断，麦克·沃佐斯基也很快成为电影中一个至关重要的角色。最初的设计中麦克没有手，所以只能用腿来代替，但由于这样的设计在技术上存在困难，最终还是把手加了上去。
剧作家丹·格尔森（Dan Gerson）于1999年加入了皮克斯，他为本片投入了近两年时间，这期间他几乎每天都参与了电影的制作工作。格尔森也将《怪兽电力公司》视为自己在电影长片编剧方面的处女作，他表示自己“会与皮特和大卫·斯沃曼坐到一起探讨镜头，他们会告诉我想要的效果。我会给出一些建议，然后走到一边去编写这个桥段。然后我们会再度碰头进行检查，再将其交给故事艺术家。这就是真正的合作。艺术家并不依赖我的工作，他们在各个方面都很自由。有时我会提出一些有关把笑话做得更直观的建议。一旦镜头进入动画制作，动画师们还会在其中增加更多的内容。

### 演员选择
约翰·古德曼为詹姆斯·P·“萨利”·萨利文配音，这位男演员出演过科恩兄弟的多部电影。古德曼将自己的角色理解为国家橄榄球联盟的球员，称“他就像一个进入第十年职业生涯的经验丰富的前锋，完全投入到自己的事业中，是个彻底的专业人士”:198。比利·克里斯托之前曾拒绝为巴斯光年配音并对此后悔不已，这次也就爽快地接受了给麦克·沃佐斯基，萨利最好的朋友兼搭挡配音的工作。

### 动画制作

装门的仓库一段拥有全片最为缜密的一组镜头

2000年11月，就在《怪兽电力公司》的制作开始前不久，皮克斯动画工作室再度搬迁:198。公司的约500名雇员从此分散到了三幢大楼上班，各大楼间有繁忙的高速公路相分隔。新公司大楼位于愛莫利維爾，比以前的要大得多，由拉塞特和史蒂夫·乔布斯共同设计:198。
与皮克斯早期的动画长片不同，《怪兽电力公司》的每位主要角色在制作过程中都各自有领头的动画师负责。例如负责萨利的是约翰·卡尔斯（John Kahrs）、负责麦克的是安德鲁·戈登（Andrew Gordon），负责布的是戴夫·德凡（Dave DeVan）:199。卡尔斯发现，古德曼那“仿佛熊一般”的嗓音与角色之间的契合度非常好，不过他在处理萨利庞大的体型时遇到了困难。按以往的经验，动画师会让一个体重较大的角色动作上较为缓慢和迟钝，但卡尔斯担心如果给影片的主角做这样的动作设计，将导致整部电影变得迟滞:199。于是卡尔斯也像古德曼那样把萨利想像成一位球员，其运动能力让他可以没身型庞大的同时保持动作的迅速和流畅。为了帮助动画师们制作包括萨利在内体型较大的怪物，皮克斯请来加州大學柏克萊分校重型哺乳动物运动专家罗杰·克拉姆（Rodger Kram）进行授课:199。
为了让萨利的外型更加逼真，技术团队通过努力对皮毛渲染加以改善。其他制作公司之前已经攻克了毛皮处理的现实问题，例如節奏特效工作室于1993年为可口可乐制作广告中的北極熊，以及1995年电影《小猪宝贝》中会说话的动物的脸部:199。但是，《怪兽电力公司》中需要的毛皮在规模上要大得多。对于皮克斯的工程师们来说，这些毛皮的制作提出了几项重大的挑战。其中一个就是想出一种合理有效地方式来制作出宠大数量的毛发，例如萨利的身上就有232万零413根:199。另一项挑战则是确保所有的毛发都会在其它毛皮上投下阴影。如果没有这些投射到自身上的阴影，毛皮和头发看上去就会是一种不切实际的平面色彩:199。
对毛皮效果进行的第一项测试是让萨利跑过一个障碍训练场，但结果并不理想。由于动作的数量极大，物体的毛发从角色身体上伸展了出来。另一项类似的测试也没有成功，毛发从角色身上穿了过去。
皮克斯最终成立了一个模拟部门，并创建了一个名叫（取的发音，意为物理工具）新的毛皮摸拟程序:200。每当制作了一个萨利的动画镜头后，这个模拟部门就将提取镜头的数据并为角色加上毛皮。让毛皮可以以一种真实自然的方式作出反应。当萨利有所动作时，毛皮就会自动随其行动作出反应，同时将风和重力的效果也考虑在内。还控制着布的衣服的移动，这也是当时的另一项突破:200。看似简单的布料动画制作也是一项挑战，因为这些衣服被穿上后随着角色的移动，其上数百个折痕和褶皱也需要活动。这也意味着解决衣物的一部分与另一部分相交时应该如何处理才最显逼真的问题:201。在处理布的衣服时使用了与萨利的毛皮同样的系统，首先制作的动画中布没有穿衣服，模拟部门之后再使用给布的周身加上衣服，但她活动时，她的衣服也将有相应的自然动作。
为了解决布料间发生碰撞的问题，皮克斯资深科学家迈克尔·卡斯（Michael Kass）与大卫·巴拉夫（David Baraff）和安德鲁·威特金（Andrew Witkin）一起开发出一种他们称为“全局交点分析”（global intersection analysis）的算法来进行处理。《怪兽电力公司》中镜头的复杂性要求动用比皮克斯之前所有作品总和还要强的计算能力来进行组合渲染。《怪兽电力公司》的渲染处理场一共使用了3500颗昇陽電腦处理器，相比之下，《玩具总动员2》一共使用了1400颗，而《玩具总动员》则只有200颗。:201

## 发行
《怪兽电力公司》于2001年11月2日在美国院线上映，同年12月26日在澳大利亚上映，2002年2月8日在英国上映。就像《虫虫危机》和《玩具总动员2》一样，本片片尾字幕处也出现动画人物演出时的镜头，还有一段怪獸公司舞台剧。由于《狮子王》通过3D形式重新发行获得了成功，迪士尼和皮克斯于2012年12月19日以3D形式重新发行了《怪兽电力公司》。
《怪兽电力公司》的VHS录像带和DVD于2002年9月17日发行，并于2009年11月10日发行了蓝光影碟。2013年2月19日，电影再度发行了珍藏版蓝光影碟和3D格式的终极珍藏版蓝光影碟。
2024年9月，因黃子佼性騷擾醜聞，Disney+已將《怪兽电力公司》與前傳《怪獸大學》的台灣國語配音版本下架。

## 反响

### 票房表现
《怪兽电力公司》上映首周就登上了票房排行榜冠军的位置，仅北美地区就进账6257万7067美元；第二周的收入下降了27.2%，为4555万1028美元；第三星期下跌了50.1%，被新上映的《哈利·波特与魔法石》超越屈居亚军；不过到了第四星期又回升了5.9%，收入2405万5001美元。截止2013年11月上旬止，影片上映第四周的票房成绩仍然可以在电影史上排到第8位。
《怪兽电力公司》在北美的票房总收入为2亿8991万6256美元，其他国家2亿7290万美元，合计5亿6281万6256美元。截止2013年11月上旬，其全球票房成绩可以在所有皮克斯动画工作室制作的影片中排第9，北美票房则可以排第6，如果考虑通货膨胀因素，其北美排行还可以上升到第4位。影片还有一段时间超越了《玩具总动员2》成为历史上所有动画长片的票房亚军，仅次于《狮子王》:201。
《怪兽电力公司》在英国、爱尔兰和马耳他一共进账3726万4502英镑，合5333万5579美元，是该国历史上票房第7高的动画长片和第41高的电影。在日本，影片上映首周收入447万1902美元，虽然落后于《指环王：护戒使者》屈居亚军，但第二周就登上了冠军宝座，并且因为之后几周票房跌幅小而将这个位置保持了六个星期，最终共计收入7443万7612美元，令日本成为除北美外本片票房最高的国家。也是日本2002年度票房第三高的电影。

### 专业评价
《怪兽电力公司》获得了影评人非常正面的评价。根据烂蕃茄上收集的193集评论文章，其中185篇给出了“新鲜”的正面评价，“新鲜度”达96%，平均得分8（最高为10）。网站上的共识评价中写道：“虽然《怪兽电力公司》的复杂程度不及《玩具总动员》系列，但无论是对孩子们还是对所有年龄段观众来说仍然是一种充满乐趣的电影。”而Metacritic上的34份评论中则有30篇给出好评，无差评，4篇褒贬不一，平均得分78（最高100）。
网站的查尔斯·泰勒（Charles Taylor）称赞电影“让人愉快且不乏幽默，带孩子去看本片的成年人可能会惊喜地发现自己也度过了一段愉快的时光”。《纽约时报》的埃尔维斯·米切尔（Elvis Mitchell）给予影片正面评价，称赞其中使用的“创造性能量”：“已经有很多年没有哪部电影像《怪兽电力公司》这样高效地运用创造性能量了。”《今日美國》的迈克·克拉克（Mike Clark）认为这部喜剧有时候“狂热有余，启发不足”，并且“对观众情绪的触动也没有到达任何值得注意的程度。”但他也称赞本片“像皮克斯之前的作品一样有着视觉上的创造性”。
网站在线影评人詹姆斯·伯拉迪尼给予影片三星半的评价（最高四星），称赞《怪兽电力公司》是“为数不多的几部父母在陪同孩子观看的过程中可以得到享受而非忍受的家庭电影之一”。《芝加哥太阳报》影评人罗杰·埃伯特给予本片三星的评价（最高四星），称赞这部电影“充满乐趣，值得喝彩，就像其它皮克斯电影一样有大量针对成年观众的噱头和引述”。《娱乐周刊》影评人丽莎·施瓦茨鲍姆（Lisa Schwarzbaum）给予影片的评价为B（最高为A），称赞了电影的动画表现。“皮克斯动画工作室的所有作品，其时髦、尖端的计算机动画效果，看上去真是太棒了，太出色了”。
2022年5月，本片在Metacritic列出的影史百大動畫電影排名中名列第95名。

### 荣誉
在第74届奥斯卡金像奖角逐中，美国电影艺术与科学学院首度设计了动画长片奖，《怪兽电力公司》就获得了这一奖项的提名，但最终不敌梦工场的《史瑞克》。影片还获得了原创配乐、音效剪辑提名，但分别败给了《指环王：护戒使者》和《珍珠港》。不过，电影的片尾曲成功地为兰迪·纽曼夺得了原创歌曲奖。

## 音乐
| 評論得分 | 評論得分  |
| 來源     | 評分      |
| -------- | --------- |
| Allmusic | 3/5颗星   |
| 《帝国》 | 3/5颗星   |
| [ 38 ]   | 3/5颗星   |
| [ 39 ]   | 3.5/5颗星 |
| [ 40 ]   | 3.5/5颗星 |

《怪兽电力公司》是兰迪·纽曼与皮克斯合作的第四部动画长片，为他赢得了第74届奥斯卡金像奖原创配乐奖提名，但最终败给了《指环王：护戒使者》。片尾曲由约翰·古德曼和比利·克里斯托演唱，获得了奥斯卡原创歌曲奖。这也是纽曼第16次获得奥斯卡金像奖提名后终于首度得奖。
| 曲序     | 曲目                               | 时长    |
| -------- | ---------------------------------- | ------- |
| 1.       | （比利·克里斯托和約翰·古德曼演唱） | 3:41    |
| 2.       |                                    | 2:09    |
| 3.       |                                    | 1:38    |
| 4.       |                                    | 3:29    |
| 5.       |                                    | 1:57    |
| 6.       |                                    | 0:49    |
| 7.       |                                    | 1:03    |
| 8.       |                                    | 2:41    |
| 9.       |                                    | 1:09    |
| 10.      |                                    | 6:23    |
| 11.      |                                    | 1:03    |
| 12.      |                                    | 2:22    |
| 13.      |                                    | 0:52    |
| 14.      |                                    | 1:41    |
| 15.      |                                    | 2:19    |
| 16.      |                                    | 2:19    |
| 17.      |                                    | 2:12    |
| 18.      |                                    | 1:10    |
| 19.      |                                    | 2:17    |
| 20.      |                                    | 2:22    |
| 21.      |                                    | 5:08    |
| 22.      |                                    | 3:14    |
| 23.      |                                    | 3:34    |
| 24.      |                                    | 1:20    |
| 25.      | （兰迪·纽曼演唱）                  | 3:38    |
| 总时长： | 总时长：                           | 1:00:30 |

## 法律诉讼
电影上映前不久，怀俄明州的儿童歌曲作家洛瑞·马德里向法院起诉了皮克斯公司，声称后者窃取了自己1997年诗作《我衣柜里有个男孩》（There's a Boy in My Closet）的创意。马德里曾于1999年10月把自己的诗邮寄给六家出版商，之后在2001年夏将之改编为一出当地的音乐舞台剧。看到《怪兽电力公司》的预告片后，马德里相信其中一家出版商把自己的作品交给了皮克斯，而这部电影就是根据自己的诗改编的。:187-188她于2001年10月向位于怀俄明州夏延的联邦法院起诉了皮克斯、迪士尼和出版商，他的律师请求法院发出初步禁制令，禁止皮克斯和迪士尼在诉讼没有结束前发行该片。到了电影计划上映在全美3200家电影院的5800张银幕上映日期的前一天，2001年11月1日，联邦法院法官拒绝了原告发出初步禁制令的请求。2002年6月26日，同一位法官作出裁决，认为电影和诗作之间没有任何共同之处。:189-193
电影上映一年后，斯坦利·毛斯发起了另一起诉讼，声称《怪兽电力公司》中的麦克和萨利是基于自己的作品《请原谅我身上的灰尘》中的设计，他曾于1998年试图将该片卖给好莱坞。他还称皮克斯的故事艺术家曾于2000年拜访过自己，并一起探讨过他的作品。迪士尼公司的一位发言人对此回应道，《怪兽电力公司》中的角色是由“皮克斯和华特迪士尼电影公司的创作团队独立开发的，没有侵犯任何人的版权”。案件最终达成和解，不过具体的和解条款没有披露。

## 剧情延续

### 前传电影
2013年6月21日上映的《怪獸大學》是本片的前传。约翰·古德曼、比利·克里斯托和史蒂夫·布西密分别回归出演了萨利、麦克和兰道尔，影片由丹·斯坎伦执导。跟《怪兽电力公司》一样，《怪獸大學》在商业和评论上也都获得了成功。

### 其它媒体
皮克斯于2002年制作了一部动画短片《大眼仔的新车》，其中拥有本片的两位主角。麦克买了辆新车，邀请萨利一起去兜风，但运气实在欠佳，发生了各种的倒霉事。这部短片没有在电影院放映，但有包括在《怪兽电力公司》发行的所有家用媒体和皮克斯短片专辑DVD中。2002年8月，日本漫画版本的《怪兽电力公司》通过讲谈社的《动漫邦邦》（Comic Bon Bon）杂志在日本发行，该漫画曾由TOKYOPOP以英语发布，之后再投入印刷发行。影片还衍生了电子游戏产品，其中还有多平台游戏，这些游戏包括与电影同名的《怪兽电力公司》，以及《怪兽电力公司惊吓小组》（Monsters, Inc. Scream Team）和《怪兽电力公司惊吓竞技场》（Monsters, Inc. Scream Arena），还有一个名为《怪兽电力公司运行》（Monsters, Inc. Run）的游戏于2012年12月13日在App Store发行，可以在IPhone、IPod touch和IPad (第一代)上运行。
2003至2007年，菲尔德娱乐公司给他们的华特迪士尼冰雪世界溜冰之旅设立了一个《怪兽电力公司》的版本。世界各地的迪士尼主题公园也根据《怪兽电力公司》推出了三处景点。2006年，位于加利福尼亚州阿納海姆迪士尼樂園度假區的迪士尼加州冒險樂園推出了“怪獸公司麦克和萨利前来救援”（Monsters, Inc. Mike & Sulley to the Rescue!）。2007年，“怪獸公司欢笑楼层”（Monsters, Inc. Laugh Floor）在佛罗里达州布埃纳文图拉湖華特迪士尼世界度假區的神奇王國开放。该景点属即兴景点，游客有机会与怪物喜剧演员互动，并通过短信提交自己的笑话。2009年，“怪獸公司迷藏巡游车”（Monsters, Inc. Ride & Go Seek）在日本东京千叶東京迪士尼度假區的東京迪士尼樂園开放。
2009年，Boom!工作室制作了一套《怪兽电力公司》迷你漫画书系列，一共发行了四期。其中的故事情节延续电影中的内容，讲述的是萨利和麦克每天在怪獸公司工作过程中的各种麻烦，其中的新笑点主要是该公司的政策。与此同时，兰道尔和沃特诺斯以及一个人类孩童（其中通过间接方式透露他是《玩具总动员》里的希德·菲利普斯）阴谋复仇，他们窃取了公司的衣柜门技术，开始利用这一技术到人类世界中偷取玩具。
《怪獸電力公司》也出現在由史克威尔艾尼克斯出品的《王國之心》系列遊戲中，登場於2019年的《王國之心III》，是繼《玩具總動員》之後，第二部出現在該系列的迪士尼/皮克斯合作電影。

### 续作剧
2017年，迪士尼宣布將發展旗下獨立影音串流平臺，並將與網飛結束合作。迪士尼同時宣布，將會為這個新的平臺製作旗下皮克斯、漫威、盧卡斯等多個品牌的衍生影集，例如星際大戰以及怪獸電力公司。2018年11月，怪獸電力公司的衍生影集得到證實，將於迪士尼旗下的Disney+播出。2019年4月，該影集的名稱《怪獸上班囉》（暫譯，Monsters At Work）公布，配音員的名單也一併出爐，故事設定在《怪獸電力公司》結局的6個月後，劇情圍繞著新角色展開。影集預定於2020年播出。